# Risicosport
Risicosporten zijn sporten waarbij de beoefenaar een relatief groot risico loopt op lichamelijk letsel. De grens tussen risicosporten en 'gewone' sporten is vaag, en wordt in de praktijk vooral bepaald door de dekkingsvoorwaarden van verzekeraars. Een bekend voorbeeld zijn de verschillende vormen van wintersport en bergsport, die in Nederland vaak niet onder de dekking van een gewone reisverzekering vallen en waarvoor aanvullende dekking moet worden afgesloten. Ook ongevallenverzekeringen kennen vaak uitsluitingsclausules voor zulke sporten.
Een bijzondere klasse van de risicosporten zijn de zogeheten extreme sporten.